# Lamharza Essahel
Lamharza Essahel (franska: Lamharza Essahel (CR), Lamharza Essahel (Commune Rurale), arabiska: حوزية) är en kommun i Marocko.   Den ligger i provinsen El Jadida och regionen Casablanca-Settat, i den norra delen av landet, 130 km sydväst om huvudstaden Rabat. Antalet invånare är 15 938.